# Mozilla Thunderbird
Mozilla Thunderbird è un client di posta elettronica e news (in grado di gestire anche i feed RSS ed i newsgroup) sviluppato da MZLA Technologies Corporation. È un software libero.

## Descrizione
Il programma è disponibile per sistemi Microsoft Windows, Linux, MacOS e molti altri. Supporta estensioni (funzionalità aggiuntive da installare a seconda delle esigenze) e temi, con i quali è possibile personalizzare l'aspetto del programma.
Altre caratteristiche del programma:
- un filtro bayesiano anti spam;
- la possibilità di creare filtri per smistare automaticamente la posta in diverse cartelle;
- raggruppamento dei messaggi secondo data, mittente, priorità o altre caratteristiche;
- importazione messaggi da altri programmi (tra cui anche Eudora e Microsoft Outlook);
- posta in arrivo singola per account multipli;
- la ricerca veloce;
- gestione account POP e IMAP;
- supporto di rubriche basate su LDAP;
- possibilità di visualizzazione a schede (a partire dalla versione 3.0).

## Il successo di Thunderbird
Thunderbird è stato sviluppato parallelamente al "fratello" più conosciuto, il browser Mozilla Firefox. Secondo molti, è stato creato in concorrenza diretta a Outlook Express, un altro programma per la posta elettronica fornito gratuitamente da Microsoft insieme al sistema operativo Windows. Ma, a detta della stessa Mozilla Foundation, si pensava che i tempi di diffusione di Thunderbird sarebbero stati decisamente più lunghi, perché è più difficile convincere un utente a cambiare un programma tanto personale quanto un client di posta, piuttosto che un semplice browser. Eppure a un mese dalla messa a disposizione della prima versione ufficiale Thunderbird ha raggiunto e superato i due milioni di download.
In seguito Mozilla Foundation ha creato il progetto Lightning, per unire le funzioni di Thunderbird a quelle del terzo software celebre di Mozilla, Mozilla Sunbird, che gestiva i calendari. Così Thunderbird potrà competere non solo con Outlook Express, ma anche con la versione completa di Outlook, fornita a pagamento da Microsoft nel pacchetto Office. Secondo Mozilla, i futuri sviluppi di Thunderbird lo renderanno ancora più appetibile per le aziende; Microsoft ha tuttavia dichiarato di non temere la concorrenza di Thunderbird sul segmento di mercato aziendale, non reputandolo competitivo.
Dal suo rientro nella Mozilla Foundation (2017), le donazioni aumentano ogni anno. Nel 2017 il progetto ha ricevuto circa 700 000 dollari americani, nel 2018 circa 1,2 milioni, nel 2019 1,5 milioni di dollari.
Anche dopo il passaggio alla MZLA Technologies (2020) le donazioni per anno sono migliorate, rispettivamente, 2,3 milioni di dollari americani nel 2020 e 2,79 milioni di dollari nel 2021.

## Estensioni

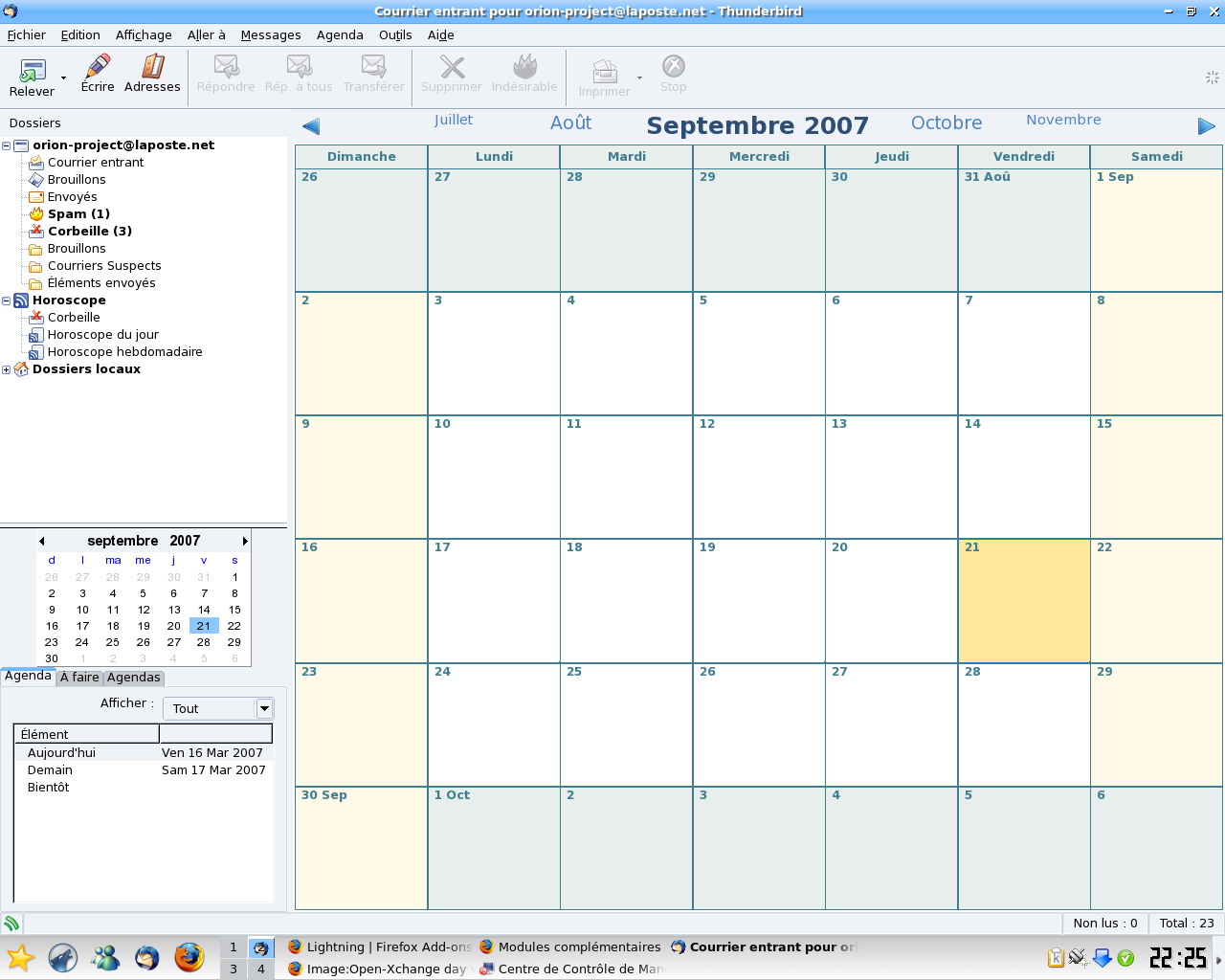
L'estensione Lightning in funzione su Thunderbird

Caratteristica di Mozilla Thunderbird è la disponibilità di estensioni che permettono di aggiungere diverse funzionalità alla versione base.

## Versioni
Oltre alla versione stable, Thunderbird è disponibile anche in versione Alpha (Eearlybird) e Beta (abbastanza stabile per l'uso quotidiano, con tutte le nuove caratteristiche). Fino al 2017 vi era anche una fork rebrandizzata mantenuta dagli sviluppatori di Debian con il nome di Icedove.

### Versioni portatili
Sono disponibili anche versioni non distribuite da Mozilla, che possono essere trasportate ed utilizzate su un supporto di memoria esterna, come ad esempio una chiave USB. Offrono la possibilità di utilizzare Thunderbird senza doverlo installare sul personal computer, accedendo ai propri account di posta su diverse macchine. Sono gratuite, open source e disponibili nativamente solo per Windows.

## Premi e riconoscimenti
- PCWorld Best 100 Products of 2008, maggio 2008
- Linux Journal Readers' Choice 2008 - Favorite E-mail Client, maggio 2008
- TUX 2005 Readers' Choice Award, settembre 2005
- PC World, Top 100 Best Product, giugno 2005
- Technology & Business magazine Editors' Choice
- Softpedia Pick: 5/5